# پاسارا
پاسارا (به لاتین: Passara) یک منطقهٔ مسکونی در سری‌لانکا است که در ناحیه بادولا واقع شده‌است.